# Чорний бусел (значення)

## Природоохоронні території
- Чорний бусел — лісовий заказник, Житомирська область
- Чорний бусел — орнітологічний заказник, Волинська область
- Чорний бусел — зоологічна пам'ятка природи, Волинська область